# Miroir magique (Disney)
Pour les articles homonymes, voir Le Miroir magique (homonymie).
Le Miroir magique est le personnage antagoniste du long métrage d'animation Blanche-Neige et les Sept Nains adapté du conte éponyme des frères Grimm paru en 1812. La version créée par les studios Disney diffère des autres adaptations du conte, ce qui est l'objet de cette page.

## Description
Depuis toujours, le Miroir est au service de la Méchante Reine, la belle-mère de Blanche-Neige. Il lui révélera notamment que la beauté de Blanche-Neige a fini par éclipser la sienne, et que le Chasseur l'a trompée en lui rapportant le cœur d'un animal sauvage. (La version originale parle d'un cœur de porc, la version française d'un cœur de biche.)

## Interprètes
- Voix originales : Moroni Olsen
- Voix allemandes : 1er doublage (1938) Aribert Wäscher ; 2e doublage (1966) Klaus Miedel ; 3e doublage (1994) Hermann Ebeling
- Voix brésiliennes : 1er doublage (1938) ; Henrique Foréis Domingues ; 2d doublage (1965) :
- Voix finnoises : 1er doublage (1962) ; Mauno Hyvönen ; 2e doublage : (1982) Esa Saario ; 3e doublage (1983) : Juha Hyppönen
- Voix françaises : 1er doublage (1938)  ; 2e doublage (1962) ; 3e doublage (2001) : Jean-Claude Balard
- Voix hongroises : 1er doublage (1962) : György Pálos ; 2d doublage : (2001) László Sinkó
- Voix italiennes : 1er doublage (1938) : Aldo Silvani ; 2d doublage (1972) : Mario Feliciani
- Voix japonaises : Fuyuki Murakami (première version originale), Tamio Ōki (version publique)
- Voix portugaises : Luis Lucas